# Saale (Leine)
Die Saale ist ein über 31 km langer linker Nebenfluss der Leine in Niedersachsen.
Ihre Hauptquelle ist der Voßborn auf 255,7 m über dem Meer im Naturschutzgebiet Ithwiesen am Nordhang des Ith, das zum Gemeindegebiet von Holzen gehört. Unterhalb der Quelle vorbei fließt ein namenloser kleiner Bach, dessen hinterste Quelle mit der Gewässerkennzahl 4885611222 einen Fließweg von 33 km bis zur Leine hat.
Die Saale fließt erst 300 m weit zum Talgrund und in diesem dann in nördlicher bis nordwestlicher Richtung östlich an den Dörfern Capellenhagen und Fölziehausen vorbei, unterquert die B 240 und fließt einen Kilometer danach durch den Humboldtsee, westlich der Duinger Seenplatte im Gemeindegebiet von Salzhemmendorf. Nach Wallensen und Ockensen erreicht sie den Kernort Salzhemmendorf und biegt aus diesem heraus nach Nordosten ab, um sich dann bei Hemmendorf in östlicher Richtung zwischen Kanstein und Osterwald dem Leine-Urstromtal zuzuwenden. Auf diesem Weg fließt sie durch die Dörfer Oldendorf und Benstorf. Kurz vor Quanthof mündet die Aue in die Saale. Hiernach berührt sie die Orte Quanthof, Sehlde und die Saalemühle, um dann bei Elze in die Leine zu münden.

## Name
Der Name Saale kann als „von Weiden bestandener Fluss“ oder auch als salziger Fluss gedeutet werden (vgl. Salzhemmendorf), wie Halle an der Saale (die „Salzstadt am Salzfluss“) und die Saalach, die durch Bad Reichenhall nach Salzburg fließt. Auch die Fränkische Saale fließt durch ein Salzgebiet: Bei Bad Neustadt gibt es die Burg Salzburg und das Dorf Salz.

## Nebenflüsse
| Name              | Lage   | Einzugsgebiet |
| ----------------- | ------ | ------------- |
| Sackwiesen-Graben | links  | 2 km²         |
| Thüster Beeke     | rechts | 20 km²        |
| Lauensteiner Bach | links  | 12 km²        |
| Aue               | links  | 27 km²        |
| Akebeke           | rechts | 40 km²        |